# Біла книга України
Біла книга — періодичний аналітичний документ, який видається органами сектору безпеки і оборони з метою систематичного інформування суспільства про діяльність сектору безпеки і оборони України, забезпечення обґрунтованості рішень державних органів з питань національної безпеки і оборони, про стан виконання заходів розвитку сектору безпеки і оборони. Видається з 2005 року українською та англійською мовами.
Видання  «Білої книг» проводилося відповідно до положень Закону України № 975-IV від 19 червня 2003 року «Про демократичний контроль над військовою організацією та правоохоронними органами» та було продовжено відповідно до положень Закону України № 2469-VIII від 21 червня 2018 року «Про національну безпеку України» 

## Видання

### Міністерства оборони України,Генеральний штаб та Збройні Сили України
З 2005 по 2018 роки Білі книги видавалися щорічно, а надалі передбачається не рідше ніж раз на три роки.
Список Білих книг ЗСУ
- «Біла книга 2005: оборонна політика України» — перше видання щорічника було присвячене проблемам реформування Збройних Сил України. У публікації відображено поточний стан Збройних Сил України та основні напрямки їх подальшого розвитку.
- «Біла книга 2006: оборонна політика України»
- «Біла книга 2007: оборонна політика України» [2].
- «Біла книга 2008: оборонна політика України»
- «Біла книга 2009. Збройні Сили України»
- «Біла книга 2010. Збройні Сили України» [3].
- «Біла книга 2011. Збройні Сили України» [4].
- «Біла книга 2012. Збройні Сили України»
- «Біла книга 2013. Збройні Сили України»
- «Біла книга 2014. Збройні Сили України»
- «Біла книга 2015. Збройні Сили України»
- «Біла книга 2016. Збройні Сили України»
- «Біла книга 2017. Збройні Сили України»
- «Біла книга 2018. Збройні Сили України»[5]
- «Біла книга 2019-2020. Збройні Сили України. Держспецтрансслужба»
- «Біла книга 2021: Оборонна політика України»

### Служба безпеки та розвідувальні органи
- «Біла книга 2007: Служба безпеки та розвідувальні органи України»[6]
- «Біла книга 2008: Служба безпеки України»[7]

### Національна гвардія
- Біла книга-2015: Національна гвардія України — перше видання щорічника. Перший наклад 150 примірників.[8]
- Біла книга-2016: Національна гвардія України — друге видання щорічника. Видано 26 червня 2017 року, підписано до друку 24 квітня 2017 року, загальний наклад 150 примірників.[9]
- Біла книга 2017. Національна гвардія України[10]

### Прикордонна служба
- Біла книга-2014: Державна прикордонна служба України — перше видання щорічника.
- Біла книга-2015: Державна прикордонна служба України — друге видання щорічника.
- Біла книга-2016: Державна прикордонна служба України — третє видання щорічника. Видано 12 вересня 2017 року в електронному форматі на сайті відомства.[11]

### Служба зовнішньої розвідки
- Біла книга 2021: Служба зовнішньої розвідки України[12]